# 菲爾·杜特
菲臘·"菲爾"·杜特（英語：Philip "Phil" Dowd，1963年1月26日—），一般稱為菲爾·杜特，英格蘭足球球證，出身於斯塔福特郡，為退役英超執法球證。
杜特的執法水準被受爭議，其中最著名的是2010-11年英超賽季次循環的雙紅會，加歷查惡意剷傷蘭尼（加上之後再被謝拉特踩多一腳）時在旁邊觀看，即使蘭尼向其展示傷勢亦無動於衷。最後只向加歷查出示黃牌而被多位評述員批評。

## 外部連結
英超球證